# 西武8500系電車
西武8500系電車（せいぶ8500けいでんしゃ）は、1985年（昭和60年）4月25日に営業運転を開始した西武鉄道山口線のAGT（新交通システム）車両。
本項では山口線AGT車両として当初計画され、未成車両となった7000系電車についても記述する。

## 概要
山口線のAGT化に際して導入された車両で、1985年（昭和60年）1月から同年4月にかけて、4両編成3本（12両）が新潟鐵工所において新製され、第1編成（8501編成）から順にV1・V2・3の編成番号が付与された。本系列は大手私鉄が保有する唯一のAGT路線用車両で、路線とともに「レオライナー (LEO LINER) 」の愛称を有する。
形式の「8500系」は製造初年が「1985年」であることと、1両の長さが8.5 mであることに由来する。

### 導入の経緯
山口線は西武園遊園地（現・西武園ゆうえんち）の遊戯施設「おとぎ線」として、1950年（昭和25年）8月に軽便規格（軌間762 mm）の非電化路線として開業したものである。その後1952年（昭和27年）7月に「おとぎ線」を地方鉄道法に基く地方鉄道として認可申請し、山口線と改称した。軽便規格当時の山口線は終起点となる遊園地前駅（多摩湖線多摩湖駅に隣接）・ユネスコ村駅（狭山線狭山湖駅から徒歩連絡）ともに既存の各路線と接続しておらず、運賃体系も西武鉄道の他の一般鉄道路線とは異なるなど、依然として遊戯施設色の強い路線であった。
1980年代以降、山口線は運行開始から30年余りを経過し、施設ならびに運用車両の老朽化が問題となりつつあった。また、1979年（昭和54年）4月にはユネスコ村に隣接して西武ライオンズ球場（現・ベルーナドーム）が西武ライオンズ（現・埼玉西武ライオンズ）の本拠地球場として開場しており、多摩湖線方面から西武球場へのアクセス改善が求められたことから、折りしも更新時期を迎えていた山口線を遊戯施設的な路線から西武球場方面へのアクセス路線として更新・整備することとなった。施設更新に際しては既存路線における鉄輪鉄軌条方式とは異なり、コンクリート製軌条とゴム製タイヤを用いたAGT路線として整備されることとなった。
また、山口線はAGT転換当初からワンマン運転を実施しており、本系列の各種設備もワンマン運転に対応したものとなっている。

## 構造

### 車体
長さ8,000 mm、幅2,380 mmの普通鋼製車体である。構体・台枠は普通鋼を基本としながら、腐食対策として側板・屋根板・床板には耐候性鋼板が用いられている。屋根はゆるいカーブを描き、全体として直線を活かした軽快・現代性なデザインとしている。
側面は中央部に客用扉、その左右に側窓を配した構造で、客用扉は高さ1,810 mm、幅1,100 mmの片開き（外から見て右側に開く）、側窓は2連続のユニットでそれぞれ上部に内折れ式の開口部を有する二段窓構造（戸袋部は1枚窓）となっている。
前面形状は上下に傾斜を付けた直線的なデザインで、向かって左側に非常扉を設けた左右非対称形状である。前面窓は大型の1枚窓とされ、中央上部のガラス内に手動式の行先表示器を備える。また直下の中央部にはレオマーク（当時の西武ライオンズの球団ペットマーク）であるを象った立体型ヘッドマークが装着され、右端には前面窓右下には編成番号であるV1 - V3のロゴが貼付されている。前照灯は角型シールドビームで、同形状の後部標識灯と横並びで1つのケースにまとめ、腰部の左右に配置している。
車体塗装はアイボリーホワイトをベースに、側面腰板部に青・赤・緑の3色帯が入った「ライオンズカラー」を鉄道車両として初めて採用し、西武球場を始めとした系列レジャー施設へのアクセス路線用車両であることを示している。

### 内装
構造上スペースが限られる中で、快適な居住性とライオンズカラーを使ったゴージャスな雰囲気を演出した。
壁面と天井はジンク・ホワイトのチェック模様とし、天井周囲の冷風・ラインデリア吹き出し口をライオンズグリーンで彩り、座席（一般部）をライオンズブルー、さらに床を赤色系としている。
座席はオールクロスシート仕様であり、4人掛けのボックスシートが中間車で8つ装備されている。先頭車は乗務員室によってボックスの片側がカットされた形となっており、先頭の座席は展望席の様相を呈する。一般部のモケットは前述の通り青単色の専用品、後に設置された優先席のモケットは標準的な灰緑色である。
冷房装置は室内機・室外機が別構造（セパレート構造）とされた三菱電機製CU-24S（冷凍能力 10,500 kcal/h）を各車1基搭載し、床下に搭載された室外機から車内前後2箇所に設置された室内機に冷風が導かれる。補助送風機としてラインデリアを併用しており、車内側面肩部に各車4基設置されている。照明はカバー付きである。後に天井中心部へ1本の握り棒が設置された。
なお車内については2000年代後半に大規模な改良工事が行われている（詳細は後述）。
更新後の車内

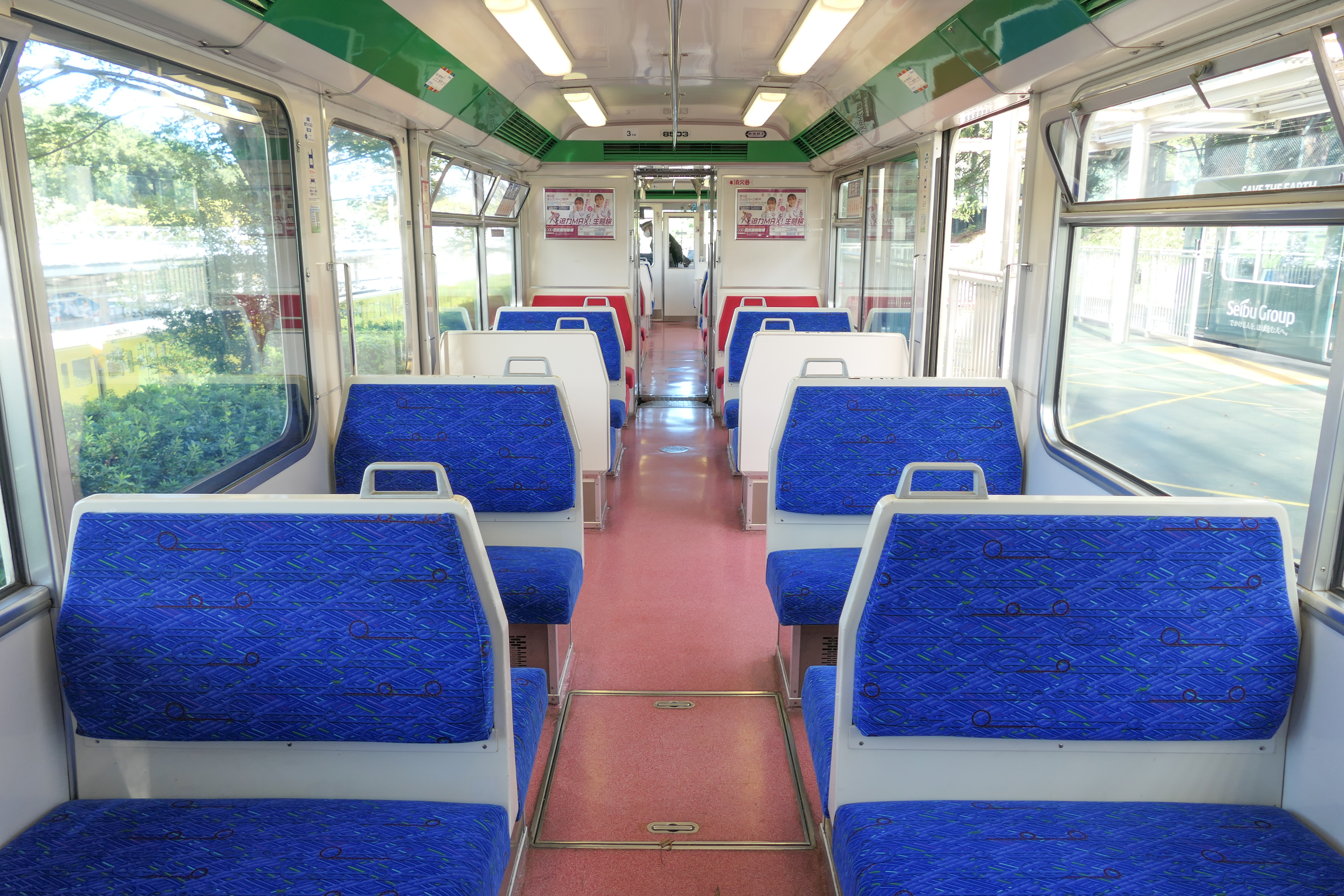
中間車の車内全景 （8503号車 2021年10月）
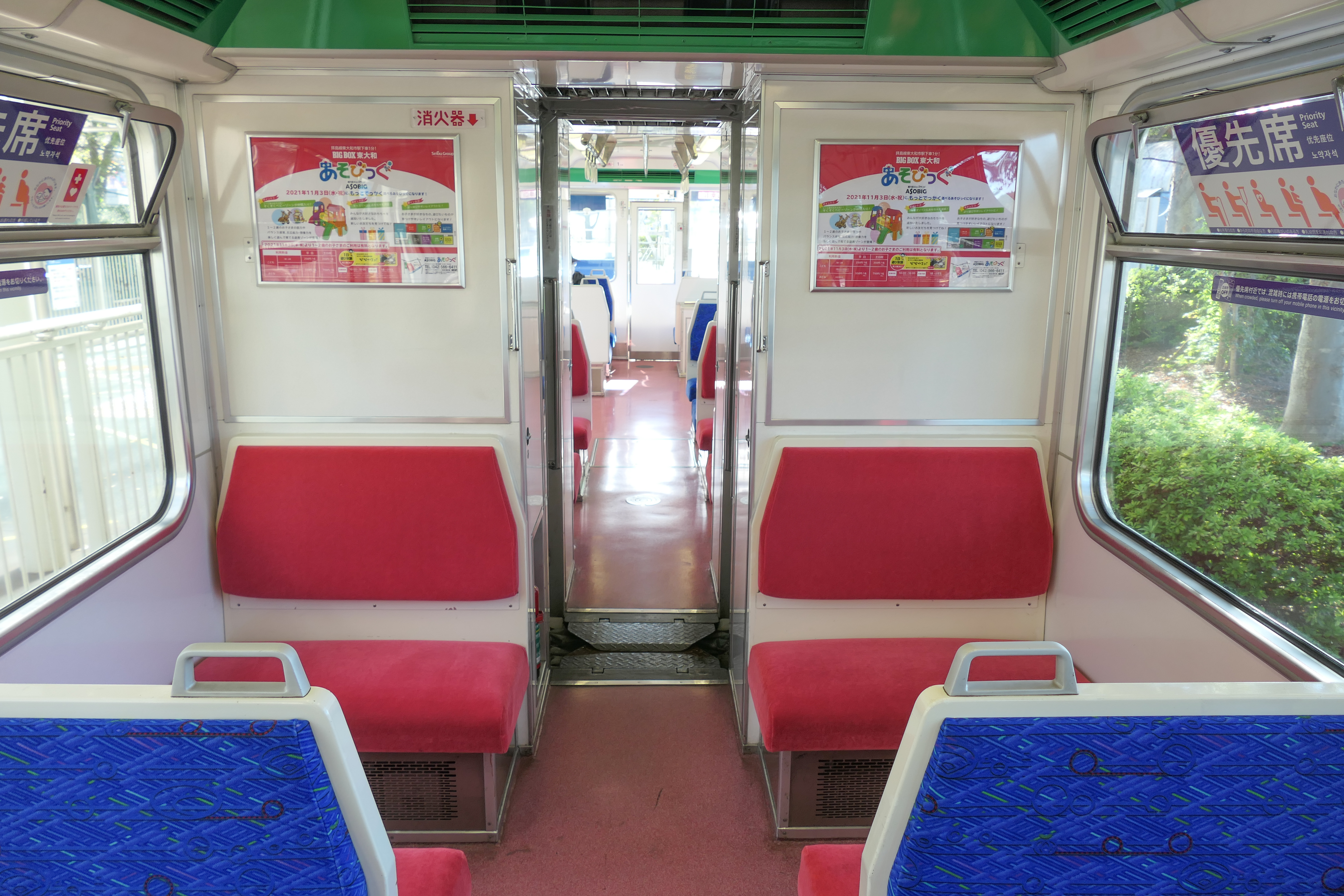
車端部の優先席 （8502号車 2021年10月）
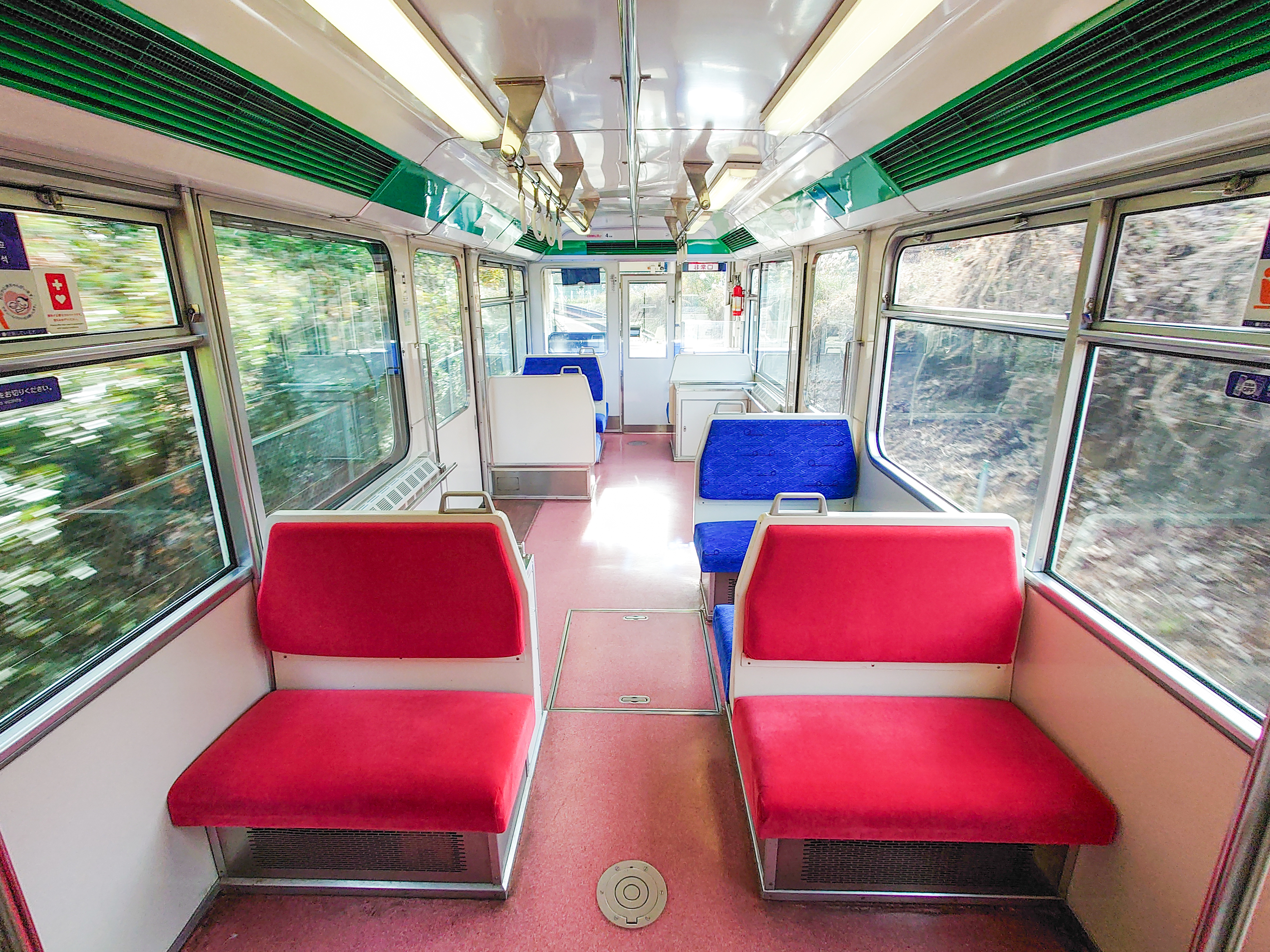
先頭車の車内全景 （8504号車 2024年12月）
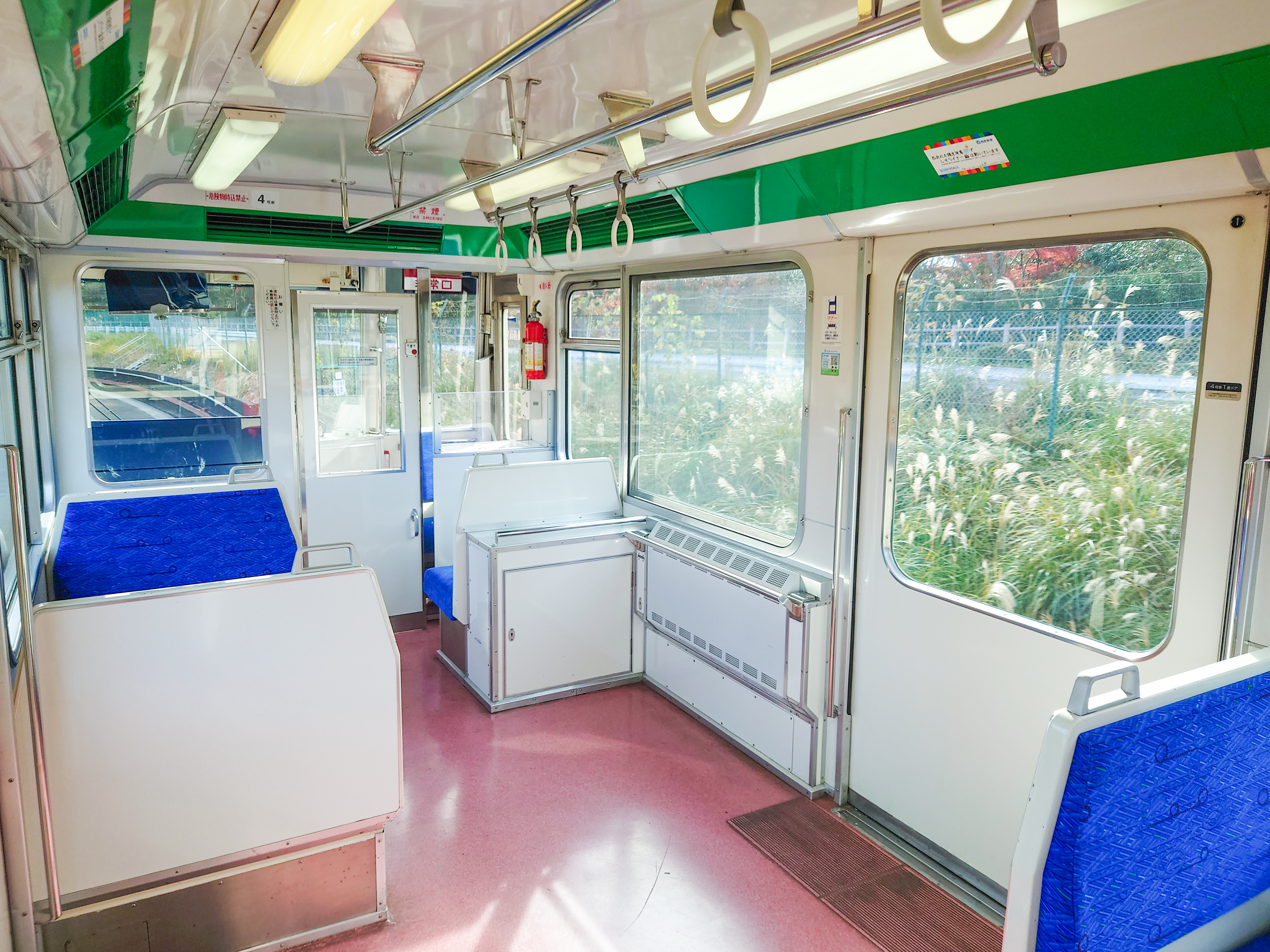
先頭部周辺 （8504号車 2024年12月）
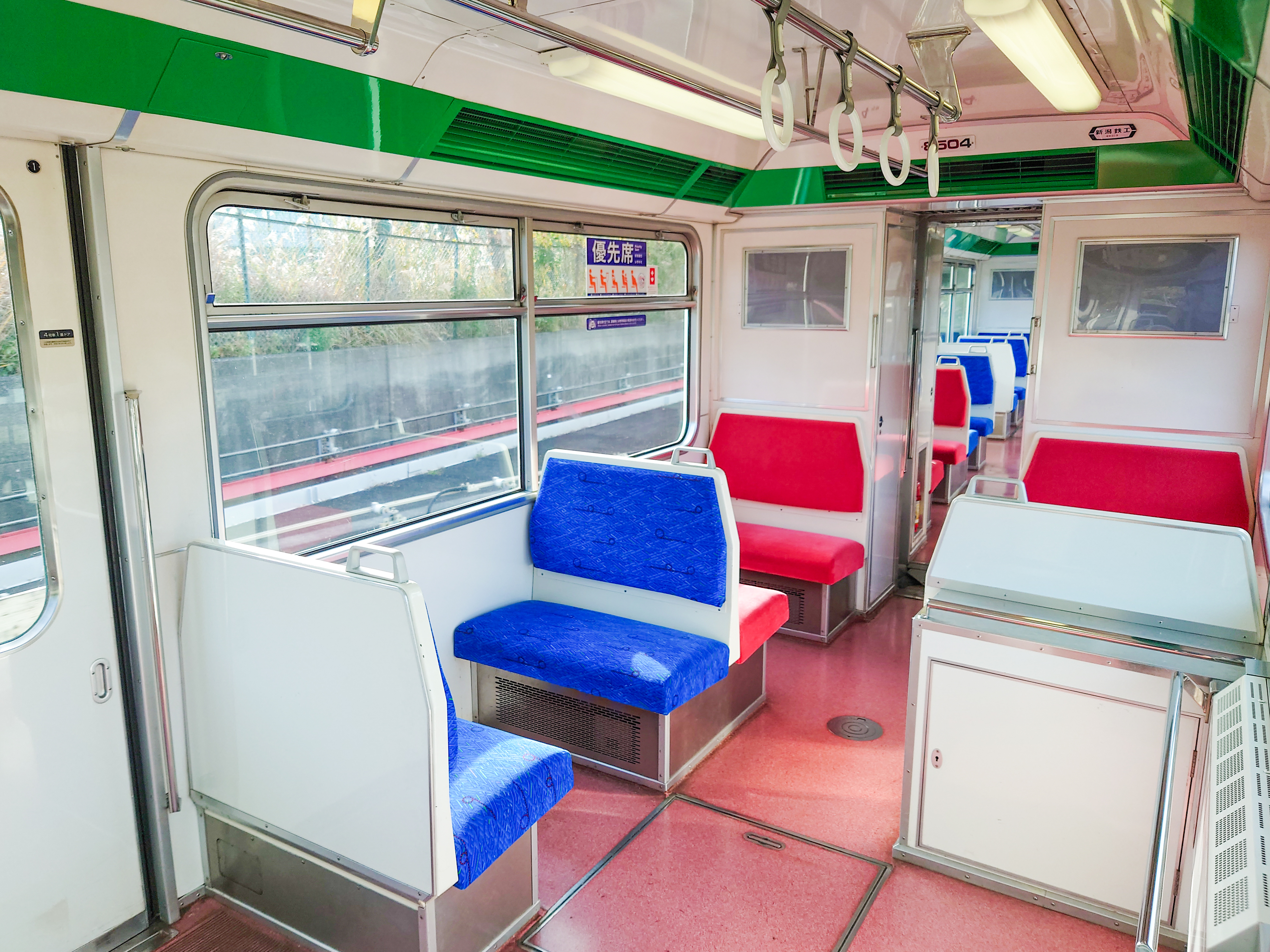
先頭車の後位側 （8504号車 2024年12月）

### 運転台
乗務員扉を備えた全室式の乗務員室とされているが、前面展望とワンマン運転対応を考慮して客室との仕切壁・扉が簡易的な構造とされ、開放的な設計となっている。
運転機器は主幹制御器（マスター・コントローラー）とブレーキ制御器を一体化したワンハンドルマスコンを西武において初めて採用した。その他ワンマン運転関連機器に加え、自動放送装置が搭載されている。なお、運転操作時以外はいたずら防止のためカバーをかけられるようになっている。運転台の表示灯はLEDとし、主要機器の故障に対しては号車を表示できるものとした。
放送装置としてはマイクからの放送だけでなくテープ再生機を備えている。また乗務員間の通話が可能である。警笛は西武鉄道で初めて電子笛を採用した。西武では唯一のミツバ製で、空気笛も設置されていない。ワイパーは空気式のものを2つ設置した。列車無線装置は他路線と同じ方式としつつ、非常発報機能を設けてボタン操作時の他に前面の非常扉を開いたときに発報するようになっている。

### 主要機器
制御方式はVVVFインバータ制御とし、日立製作所製の装置を採用した。GTOサイリスタ素子（2,500V - 2,000A）を使用した主制御器（8ビットマイコン）VF-HR105を中間車に1台ずつ、編成で2台搭載する。同主制御器はユニットを組む2両分の主電動機を制御する1C2M制御方式で、10km/h以上での定速制御が実装されている。当時のAGT車両の制御方式はチョッパ制御とサイリスタ位相制御が主流であった中、本系列は西武に在籍する車両のみならず、AGT車両としても日本国内初となるVVVFインバータ制御を採用した。
主電動機は日立製作所製のかご形三相誘導電動機HS36632-01RB（出力95 kW）を各車に1基ずつ車体側に搭載し、前後2軸を駆動する。駆動方式は直角カルダン式で、カーブ区間走行時における内輪差（外側と内側の車輪の回転数差異）を吸収するため差動装置が組み込まれている。制動装置は常用制動を回生ブレーキ優先とした電気指令式空気ブレーキHRDA-1である。
台車はステアリング機構付平行リンクユニット形1軸空気ばね式で、1両あたり2台装着する。ゴムタイヤについてはブリヂストン製とフランス・ミシュラン社製のものを併用している。基礎ブレーキは、空油変換式（空気圧をオイルコンバータで油圧に変換する）の油圧式ディスクブレーキである。
集電装置は東洋電機製造製の第三軌条用PT-68M-A（先頭車・負極用）・PT-68P-A（中間車・正極用）を前後台車に左右各1基、1両当たり4基搭載する。
補助電源装置は東洋電機製造製SVM45-441A静止形インバータ（SIV・出力45 kVA）をMc2に1台搭載する。ブースター式チョッパと三相インバータ（双方ともGTO素子を使用）を組み合わせたもので、艤装面積の少ない新交通車両用に大幅な小型軽量化を図ったものである。直流750Vを入力電圧として、三相交流200V、60Hzを出力するものである。SIVも西武鉄道では初の採用となった。蓄電池は100V、40Ahの焼結式アルカリ蓄電池をMc1に1台搭載する。ナイロン電槽を使用することで小型軽量化を図った。
空気源装置はHB-1200電動空気圧縮機（CP・容量1,230 L/min）をMc1に1台搭載する。
運転方式としては自動列車停止装置 (ATS) を用いた手動運転（有人運転）とし、イニシャルコストを抑制した。

## 導入後の変遷

### 車体装飾
1993年（平成5年）4月より山口線ならびに本系列の愛称が「レオライナー」とされたことに伴って、先頭部のレオマーク直下に「LEO LINER」のロゴが追加されている。
また1990年代に一時、ユネスコ村大恐竜探検館開館やプロ野球をアピールする目的で、「冒険3億年。ユネスコ村大恐竜探検館」「西武ライオンズ SEIBU DOME」などの側面上部への文字ラッピングが施されていた。
SDGs×Lions GREEN UP!プロジェクトトレイン
8511編成（V2）を使用し、2020年（令和2年）9月15日に運行を開始。西武グループが主体となり「サステナビリティアクション」の一環として実施するもので、緑を地色にSDGsや「Lions GREEN UP! プロジェクト」などのロゴを配した全面ラッピングが施されている。ライオンズの球団旗が車体にデザインされていることや、西武ドームのある区間を走行することから本系列が選ばれた。
西武園ゆうえんちラッピング電車
8521編成（V3）を使用し、2020年5月15日に運行を開始。西武園ゆうえんちのリニューアルオープンを記念したもので、同所のコンセプトに合わせて実際に1960年代に西武線を走っていた車両のカラーリングをイメージした全面ラッピングを施した上で窓下に「西武園ゆうえんち」のロゴを配している。2023年3月末に「西武園ゆうえんち」のロゴが除去され、カラーリングのみのラッピングとなっていたが、2024年12月の検査入場に際して全てのラッピングが剥がされた。

その後、2025年3月より8501編成（V1）によってカラーリングのみのラッピングが復活している。

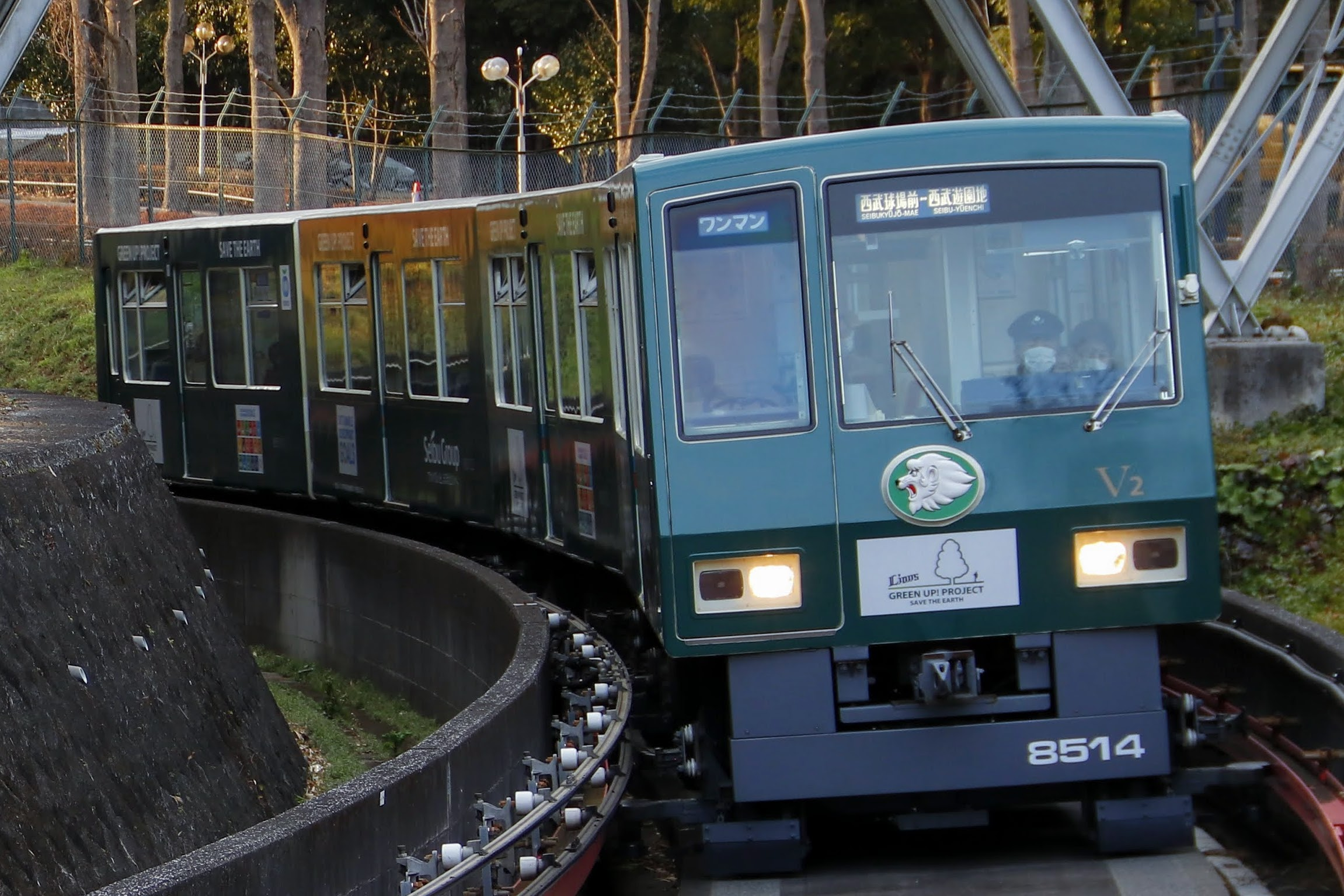
8511編成（V2） 「SDGs×Lions GREEN UP!プロジェクトトレイン」 （2021年2月7日 遊園地西）
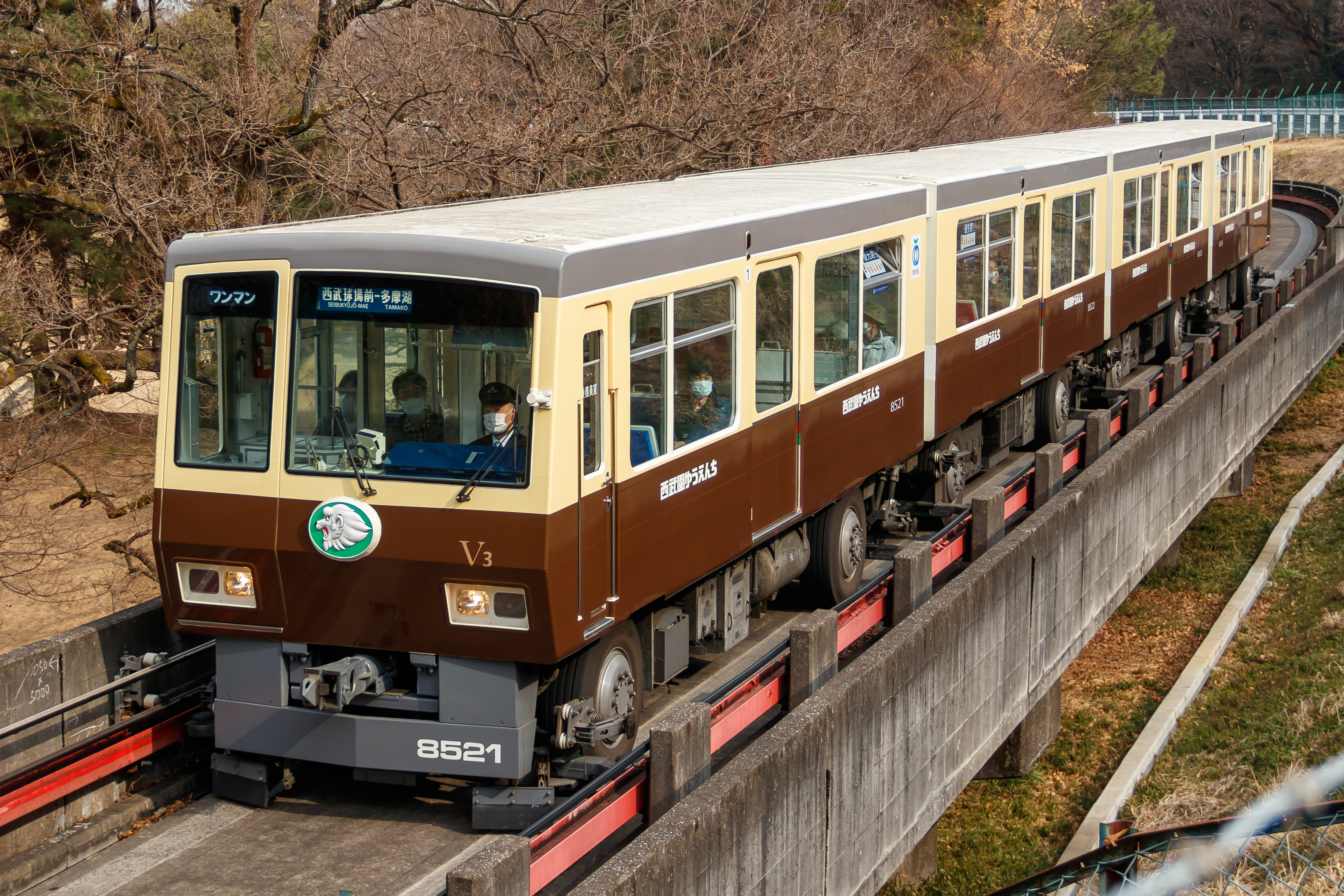
8521編成 （V3） 「西武園ゆうえんちラッピング電車」 （2022年3月2日 西武園ゆうえんち - 西武球場前間）

### 改造工事など
車体修繕
2000年度より車体修繕が行われ、テープ式であった車内自動放送装置の更新があわせて施工されている。2001年2月に8521編成、2002年2月に8501編成、2003年2月に8511編成が竣工した。
機器更新
製造後15年以上を経過してVVVFならびにSIVのGTO素子の劣化が進行したため装置の更新が行われ、VVVF・SIVともにIGBT素子を使用したものへ変更されている。
2000年度よりM2・Mc2のユニットにおいて前述の車体修繕と同時に実施し、2003年度以降にM1・Mc1のユニットにも実施した。このため更新過程においては同一編成内に更新済ユニットと未更新ユニットが混在することとなっている。
更新後のVVVFインバータは同じく日立製作所製で、32ビットマイコンによる全デジタル演算と3,300V - 1,200AのIGBT素子を使用したもの（2レベル方式・ベクトル制御）である。制御ユニットは先に登場した20000系と共通化しており、予備品を効率化した。付帯機器である断流器や主電動機、フィルタリアクトルなどは再用している。補助電源装置は更新前と同じ東洋電機製造製であり、更新後はIGBT素子を使用した45 kVAの静止形インバータ（SIV）である。
車内設備の改良
2007年度より車椅子や混雑時への対応のため、座席配置を変更するなど設備の改良が行われた。2007年度に8511編成、2008年度に8521編成、2009年度に8501編成に実施。
各先頭車において戸袋部2つのボックス席をなくしてフリースペースへ変更、壁面にはヒーター、直上にはつり革が設けられた（つり手棒はドア上まで延長）。あわせて乗務員室の仕切り部が改良され、扉の交換などが行われている。
また各車の座席モケットも一新され、一般部は青色系を維持しつつコーポレートマークなどが隠された模様入りとなった。優先席部は赤単色となっている。さらに本改造と前後して床敷物が単色のものからまだら模様のもへ変更されている。
その他
1998年頃に列車無線装置の更新が行われている。他路線と異なり列車番号設定器は省略された。
2003年に優先席が増設された。それまで各車1箇所、車端部に向かって左側のボックスのみだったものが右側も優先席となっている。
2006年度から2007年度にかけて台車更新が行われ、走行輪ホイールのアルミ化、案内操行装置の改良などが行われている。
2008年3月には先頭車の側面に「コーポレートシンボル」マークが貼付された。
2008年に号車表示ステッカーが車内外へ貼付された。
2020年度から2022年度にかけて列車無線装置の更新が再度行われ、運転台右袖に列車無線表示器が設置された。
2021年、3月のダイヤ改正で西武遊園地駅が多摩湖駅に改称されることに伴って行先表示器の内容を変更（多摩湖追加）、あわせて英字併記となったほか、「西武球場前」の幕にはレオとライナのシルエットが描かれた。
2021年3月、編成を識別するためのビーコンを各先頭車の行先表示器裏に取付けた。4月下旬より開始された西武線アプリでのラッピング列車の案内（それまで山口線は非対応であった）に役立てられている。
2021年12月より、ワイパーが黒色へ変更されている。

## 運用
通常時は1編成、野球やイベントの開催時には3編成全てが使用される。このため大規模な検査・修繕は野球のシーズンオフに1編成ずつ行われており、この際には武蔵丘車両検修場（かつては所沢車両工場）へ陸送で運ばれている。

### 今後の予定
2025年度末以降より山口線に新型車両が導入され、本系列は2027年度までに置き換えられる予定である。

## 編成表
全編成とも山口車両基地に常駐するが、所属は小手指車両基地となっている。
|                   |          | ← 西武球場前多摩湖 → |           |           |            |
| 号車              | 号車     | 1                    | 2         | 3         | 4          |
| 形式              | 形式     | 8500 (Mc1)           | 8500 (M1) | 8500 (M2) | 8500 (Mc2) |
| 搭載機器          | 搭載機器 | CP,BT                | VVVF      | VVVF      | SIV        |
| 自重              | 自重     | 11.0 t               | 10.5 t    | 10.5 t    | 11.0 t     |
| 定員              | 定員     | 71 (28)              | 80 (32)   | 80 (32)   | 71 (28)    |
| 車両番号 編成呼称 | V1       | 8501                 | 8502      | 8503      | 8504       |
| 車両番号 編成呼称 | V2       | 8511                 | 8512      | 8513      | 8514       |
| 車両番号 編成呼称 | 3 → V3   | 8521                 | 8522      | 8523      | 8524       |

凡例
- VVVF：主制御器（VVVFインバータ）
- SIV：補助電源装置（静止形インバータ）
- CP：空気圧縮機
- BT：蓄電池

## 幻となった「7000系」
AGTへの転換計画当時は「7000系」を導入する予定であった。この7000系は、設計図や完成予想図まで製作し、形式名まで決定していたものの、発注直前で計画を中止し、再設計されて本形式となった経緯がある。
7000系はAGTへの転換計画が始まった頃に自社の広報誌などで公開され、設計図や完成予想図は当時の西武鉄道の車両関連の資料として現在でも所蔵されており、2015年の横瀬での自社主催のイベントなど、西武が主催あるいは協力のイベントでは来訪者向けに7000系の完成予想図も公開されることもある。